# Acrocephalus musae
El carricero de Raiatea (Acrocephalus musae) es una especie extinta de ave paseriforme de la familia Acrocephalidae endémica de las islas Raiatea y Huahine, de las islas de la Sociedad. Se cree que se extinguió a finales del siglo XIX.

## Taxonomía
Anteriormente se consideraba una subespecie del carricero de Tahití (Acrocephalus caffer).
Se reconocen tres subespecies:
- Acrocephalus musae garretti - se encontraba en la isla de Huahine;
- Acrocephalus musae musae - ocupaba la isla de Raiatea;
- Acrocephalus musae moreanus - ocupaba la isla de Moorea.